# Tell Me Something
Tell Me Something (텔 미 썸딩?, Tel mi sseomdingLR, T‘el mi ssŏmdingMR) è un film del 1999 diretto da Chang Yoon-hyun.

## Trama
L'ispettore Jo si ritrova fra le mani il caso di un assassino seriale che smembra e mischia i corpi delle proprie vittime; l'uomo cercherà allora di proteggere colei che sembra una probabile vittima, Soo-yeon, per poi scoprire – troppo tardi – di essere stato da lei manipolato.

## Distribuzione
In Corea del Sud, la pellicola è stata distribuita a partire dal 13 novembre 1999.